# Elecciones generales de Perú de 1962
Las elecciones generales de Perú de 1962 se realizaron el 10 de junio de 1962 para elegir al presidente de la república para el periodo 1962-1968. Estas elecciones fueron anuladas por el golpe de Estado de 1962 de las Fuerzas Armadas, al mando del General Ricardo Pérez Godoy, tras las continuas denuncias de fraude electoral.

## Historia
Las elecciones de 1962 marcaban un hito en los procesos electorales, tanto por la dinámica de la campaña, la participación de la ciudadanía, así como por la cantidad de manifestaciones públicas a nivel nacional. La televisión, por primera vez en la historia, se convierte en el medio de comunicación masivo que hizo llegar el mensaje de los candidatos a los lugares más apartados.
Fueron 3 los candidatos principales. El primero era Víctor Raúl Haya de la Torre, quien representaba al APRA; de alguna manera, era el candidato oficialista, pues contaba con el respaldo del presidente en el cargo, Manuel Prado, además de ser respaldado por otros movimientos políticos. Otro candidato era Fernando Belaúnde Terry, quien había quedado segundo en las elecciones de 1956. Ese mismo año recorrió el país y en Chincheros, Departamento de Apurímac, funda Acción Popular, En 1962, el líder de Acción Popular arrastra tras él a sectores importantes de la opinión ciudadana, con lo que logró gran acogida a su candidatura. El tercer candidato era el exdictador Manuel Odría.
Las elecciones se realizaron el 10 de junio de 1962. Los resultados iniciales fueron inciertos, confusos y contradictorios. El estrecho margen entre los tres principales candidatos no permitió proclamar un triunfador definitivo. La poca distancia entre los candidatos permitió la autoproclamación de Belaúnde el mismo día de los comicios, haciendo lo propio el líder aprista, Víctor Raul Haya de la Torre. El diario “Expreso” titulaba “Belaúnde pasó el tercio”, mientras el diario "Tribuna" sostenía “Va ganando Víctor Raúl”. Esta confusión se extendió por muchos días.

## Denuncia de fraude
En el Congreso, lugar en donde el APRA tenía mayoría, se tenía que elegir entre los tres candidatos de más alta votación.
En el transcurso del proceso, se denunciaron una serie de actos fraudulentos. La prensa y las Fuerzas Armadas denunciaron una serie de irregularidades ante el Jurado Nacional de Elecciones. Los periódicos anunciaron que el gobierno de Prado y su partido, el Movimiento Democrático Peruano, favorecían al Partido Aprista, y lo consideraban como el partido oficialista. Se sospechó de la demora en la entrega de los resultados oficiales, así como una presunta adulteración de las cifras y de votos duplicados. Las Fuerzas Armadas le pidieron al JNE pronunciarse sobre las denuncias de fraude, pero el JNE no aceptó denuncias. Acción Popular, de la mano de su líder Fernando Belaúnde Terry, también denunció una serie de actos irregulares, pero ante la negativa de investigar por parte del JNE, los militantes y el líder de ese partido se atrincheraron en Arequipa esperando que con ese acto se consiguiera resolver dichas denuncias. El ejército y los grupos reformistas manifestaron, de una y otra manera, su rechazo al probable triunfo aprista, que en aquel momento, representaba el continuismo del actual gobierno de Prado.
Las presuntas irregularidades en los comicios, los temores a un gobierno con representación aprista y al caos económico y social, parecido a lo ocurrido el 3 de octubre de 1948 durante el gobierno de José Luis Bustamante y Rivero, hicieron que las Fuerzas Armadas exigiesen al JNE la anulación del proceso electoral, amenazando incluso con sublevarse si Haya de la Torre era elegido como ganador. El 17 de julio, el JNE rechazó el pedido de las Fuerzas Armadas de anular las elecciones.
Pocos días antes de instalarse el Congreso, el líder aprista Victor Raul Haya de la Torre fue comunicado que si era elegido presidente de la república, las fuerzas armadas realizarían un golpe de Estado. Tras esto, Haya de la Torre renuncia a su probable elección en el Congreso y le ofreció su apoyo a Belaúnde. Pero este había denunciado fraude y no aceptó, a la espera de la resolución del JNE frente a las denuncias de fraude.

## Resultados
El Jurado Nacional de Elecciones proclamó ganador, por estrecho margen, a Víctor Raúl Haya de la Torre con 32.98% de los votos, seguido por Fernando Belaúnde Terry con el 32.13% y tercero quedó Manuel A. Odría con el 28.44%. El resto de candidatos sumaron el 7%. 
Dado el estrecho margen de votos, y al no superar ningún candidato el tercio electoral (33%), constitucionalmente requerido para ser proclamado Presidente de la República, se creó una situación crítica e inédita en la historia del sufragio. El Congreso tenía que elegir entre los tres candidatos de más alta votación.
|  | 32.97 % |

|  | 32.12 % |

|  | 28.43 % |

|  | 2.88 % |

|  | 2.04 % |

|  | 0.99 % |

|  | 0.53 % |

## Golpe de Estado

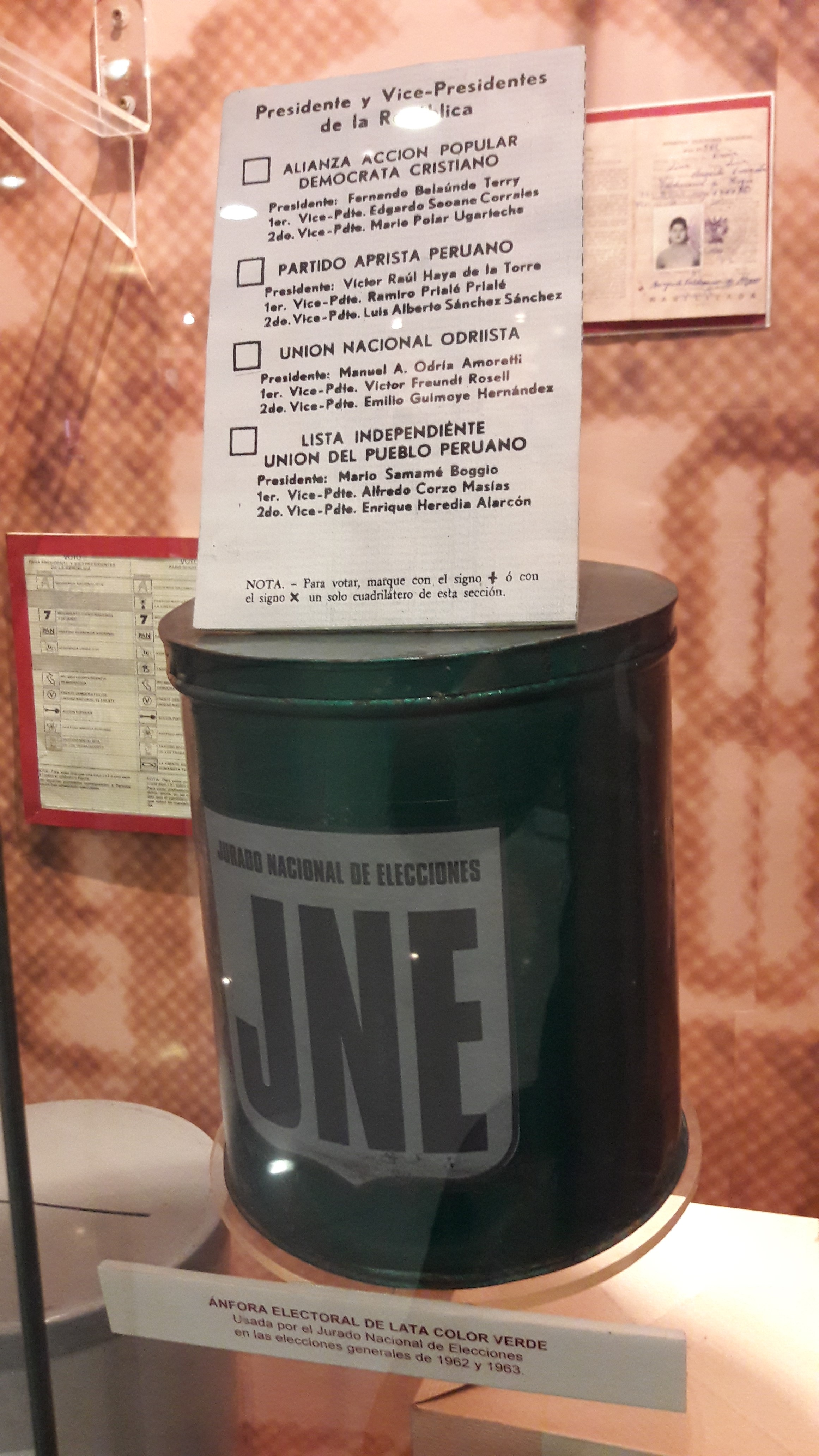
Ánfora electoral utilizada de las elecciones de 1962 y 1963 (Museo Electoral y de La Democracia)

El día 18 de julio de 1962, a las 3:20 a. m., las Fuerzas Armadas ocuparon el Palacio de Gobierno. En este acto, tomaron parte los comandos del Ejército, apoyados por tanques pesados situados en la Plaza de Armas de Lima, llegando uno de estos tanques a romper la puerta de Palacio a viva fuerza. A cargo de esta operación, se encontraba el Coronel Gonzalo Briceño y es quien entra a Palacio de Gobierno y con voz alta le comunicó al Presidente Manuel Prado Ugarteche que, por determinación de sus superiores, tenía órdenes de detenerlo.
Luego del derrocamiento del presidente Manuel Prado, al mediodía del 18 de julio de 1962, Ricardo Pérez Godoy asumió el gobierno. Ese mismo día, se conformó una Junta Militar de Gobierno que anuló las elecciones y disolvió el parlamento. Pérez Godoy manifestó que las Fuerzas Armadas entregarían el mando al año siguiente, prometiendo así nuevas elecciones.
La Junta cumplió su ofrecimiento de elecciones. Procedió a renovar, luego de 31 años, el Registro Electoral para su depuración y modernización. Se introdujo por primera vez la cédula única y la cifra repartidora mediante la cual se daba participación a las minorías de manera proporcional a la votación obtenida. Se constituyó también un nuevo Jurado Nacional de Elecciones.
Sin embargo, cuando Pérez Godoy dio señales de pretender quedarse más tiempo en el poder, el general Nicolás Lindley López, quien también presidía la Junta Militar, lo desaforó de la Presidencia de la República. El 3 de marzo de 1963, luego de estar siete meses en el poder, el General Ricardo Pérez Godoy es sacado de la Junta Militar, acusado de pretender quedarse más tiempo en el poder. Seguidamente, Pérez Godoy es pasado al retiro, y fue remplazado por el general Nicolás Lindley López.
Nicolás Lindley López asumió el mando de la Junta Militar el 3 de marzo de 1963. El mandato de Lindley fue bastante singular, debido a que el general no ocupó Palacio de Gobierno, sino que presidió la Junta desde el Ministerio de Guerra. Asimismo, nunca utilizó banda presidencial.
Finalmente, Nicolás Lindley López convocó para el 9 de junio de 1963 a nuevas elecciones presidenciales en 1963, restituyendo de esta manera la democracia en el Perú.